# Тененан
Тененан (умер 16 июля 635 года) — святой епископ из Бретани. День памяти — 16 июля.
Святой Тененан относится к группе святых из Арморики, прибывших в эти края с Британских островов. Иногда с этим святым ассоциируют имя Тудон. В этом случае он оказывается отцом святого Гуэну, святого Маяна (Majan) и дочери Тудоны (Tudona).
О житии святого Тененана известно весьма мало. Тененан или Тинидор родился на Британских островах в приходе Vallis Æquorea (Долина Медуз). Он был блестящим молодым человеком, посещающим благородные дворы. На самом деле, по словам Альберта Великого, он был сыном Тинидора (чье имя было ошибочно присвоено ему самому) и племянником святого Жауа. Подростком он был настолько красив, что дочь правительницы Арунделя (Arondel) хотела исключительно его в качестве мужа. Но, желая убежать от мирского и решив «сохранить свою девственность, он встал на молитву, умоляя Божественное величие сделать его таким страшным и таким уродливым, что его никто больше не захочет. Он дал обет сохранить вечное целомудрие, если Бог окажет ему такую милость. Он был услышан, и в тот момент вся поверхность его тела покрылась проказой, так что он ужасал всех, кто смотрел на него».
Затем он поселился в монастыре святого Карантека (Караннога), располагавшегося в Ибернии (нынешняя Ирландия). Святой Карентек исцелил его от проказы, погрузив в ванну, которую приготовил сам, и «его кожа стала чистой и белой, как у маленького ребёнка». Святой Карентек послал святого Тененана проповедовать в Арморике. Явившийся святому Тененану ангел сказал ему, чтобы "он оборудовал корабль (…) и отправился на нём, перевалив через море и тираст, в Бретань, чтобы там править и пасти стадо, которым уже правил счастливый Павел Аврелиан.
По сообщениям, его лодка пересекла Брестскую бухту, поднялась по реке Элорн и, примерно в трех лье от её устья этой реки, на правом берегу, он основал около 650 года при покровительстве местного властителя небольшой ланн (фактически расположенный на территории нынешней коммуны Плуедерн), который был назван его именем Ланн Тинидор, и который впоследствии стал называться Ландерно.
Это место было неизвестным, до сих пор недоступным для людей, необжитым, окруженным толстым валом деревьев и зарослями кустарника, который лес Бюзит, посреди которого он находился, производил в изобилии. Именно в лесу Бюзит святым Коноганом, одним из сподвижников святого Поля, уже была заложена основа бывшего прихода Бюзит-Коноган, который был распущен в 1791 году и территория которого была разделена между Ландерно и Сен-Тонаном.
Напротив, по другую сторону Элорна, на левом берегу, простирался не менее густой и не менее заросший Таламонский лес. Сегодня эти два леса населены бесчисленными дикими зверями. Историк Артур де ла Бордери добавляет: «Он часто бывал в своей обители на Элорне, и считается, что он там умер».
Незадолго до прибытия Тененана в Бретань датчане, «люди дикие и идолопоклонники», высадились на побережье Леона, совершая насилие и грабежи. "В той части Леона, куда пришел святой Тененан, был большой лес, выходивший на ту часть морского рукава, что вела в Ландерно, куда бежали многие крестьяне из различных кантонов, чтобы избежать ярости варваров, куда привели свои стада и куда перенесли самое красивое и лучшее из своего имущества, и где, дабы не быть захваченными (…), держали стражу и гарнизон в замке, чтобы защитить реку и прямой путь, между которыми она расположена. Когда стража замка увидела корабль святого Тененана, он воскликнул в полный голос, что «прибывает слуга Божий, который должен защитить их от варваров и избавить от страха и трепета». В этот крик комендант замка и весь гарнизон бросились к бойницам и укреплениям донжона и, увидев приближающийся корабль, во весь голос (…) огласили криком радости и воздух, и берег, и весь лес. По этому крику те, кто находился в лесу, разузнали причину веселья, сказали друг другу: «Merbet à joa a zeus ar Goard» («Они несут великое веселье в гарнизон»), и с тех пор этот замок стал называться «Замком радостной стражи» (согласно Ла Форет-Ландерно).
Впоследствии, «видя пренебрежение правилами соборной веры», святой Тененан построил две церкви: «одну внизу леса, недалеко от замка, который был назван Ilis gouëlet forest („церковь Нижнего леса“) из-за её положения в нижней части этого леса и теперь носящей имя святого Тененана. Другая церковь была построена на другом конце того же леса и была названа Плубеннек (Plou-bennec, Plabennec), она была освящена в честь Христа-Спасителя и святого апостола Петра». Святой Тененан, «со своими священниками и клириками», поселился в месте, называемом Ле-келен (Les-quelen): он основал там скит, сделанный из ветвей и соломы; постепенно была построена деревня, защищенная от бродяг и волков палисадой. Он посоветовал жителям Плубеннека построить небольшую круглую башню рядом с их церковью, «чтобы туда спрятать серебро и сокровища и их уберечь от рук варваров, если они захотят ограбить эту церковь». Действительно, датчане пришли грабить Плубеннек, захватили церковь и осаждали только что построенную башню, пытаясь поджечь её, а также Форт Ле-келен, но «молитвы святого Тененана увенчались успехом», и датчане отступили. Говорят также, что он построил церковь Карантека в честь своего учителя.
В 615 году, после смерти святого Гульвена, епископа Леона, Тененан был избран ему на замену, и депутаты отправились в Плубеннек принести святому это известие. Тененан ответил им, «что чувствует, что его плечи слишком слабы, чтобы нести такое тяжелое бремя», но уступив их молениям, в конце концов согласился. Он был настолован во епископа в Дольском соборе святым Генну.
Пробыв епископом Леона в течение нескольких лет, Тененан умер «в своем епископальном особняке Леона», вероятно, 16 июля 635 года и был похоронен в тамошнем соборе. Но, по словам дома Лобино, святой был похоронен в Плубеннеке: «Акты, которым мы следуем, заставляют нас поверить, что это было в Плубеннеке, где его мощи сохранялись некоторое время». Их убирали во время войн (не сказано, каких) и прятали в пруду Мелует (Melouet) (…)". По словам дома Лобино, в начале XVIII века в церкви Трегарантека сохранилась только одна часть мощей святого под именем святого Тернока.
Святого Тененана иногда путают со святым Арноком, и некоторые историки считают, что это был тот же самый святой.

## Почитание святого Тененана в современной Бретани
- в епархии Леона :
  - Святой Тененан (по крайней мере, если речь не идёт о святом Арноке), был первым святым покровителем Ландерно, но впоследствии он был замещён неизвестно когда святым Хуардоном.
  - Храм святого Тененана в Ла Форе-Ландерно.
  - Храм святого Тененана в Плабеннеке, там имеется статуя святого Тененана
  - Название коммуны Сен-Тонан происходит, вероятно, от святого Тененана
  - Почитаем на приходе Ланнилис
  - Плурен (Plourin-Ploudalmézeau): статуя находится в кальварии храма (вместе со статуей Пола Аурелиана и святого Корентина)
  - Почитаем на приходе в Трегарантек
  - В Роскоф: почитается покровителем часовни Сен-Стриньон (Saint-Strignon), именовавшейся ранее Сен-Ниниан (Saint-Ninian, или Saint-Ninien)
- в епархии Корнуайя:
  - Плугерневель : часовня Сен-Теран (Saint-Théran), или Сен-Тенан (Saint-Tenant), нынче исчезла
  - Лангидик : Мегалит святого Элерана (Saint-Eléran)[12]. Настоятельница монастыря Нотр-Дам-де-ля-Жуа (Notre-Dame-de-la-Joie), что в Энбоне, приняла в 1451 году «землю святого Элерана» в Лангидике[13].
- в епархии Трегье :
  - Храм святого Тененана Герлескен (Финистер)